# Julián Camino
Julián José Camino (Maipú, Argentina,  2 de mayo de 1961) es un exfutbolista argentino, que se desempeñaba como defensor. Ganó dos títulos con Estudiantes de La Plata .

## Trayectoria

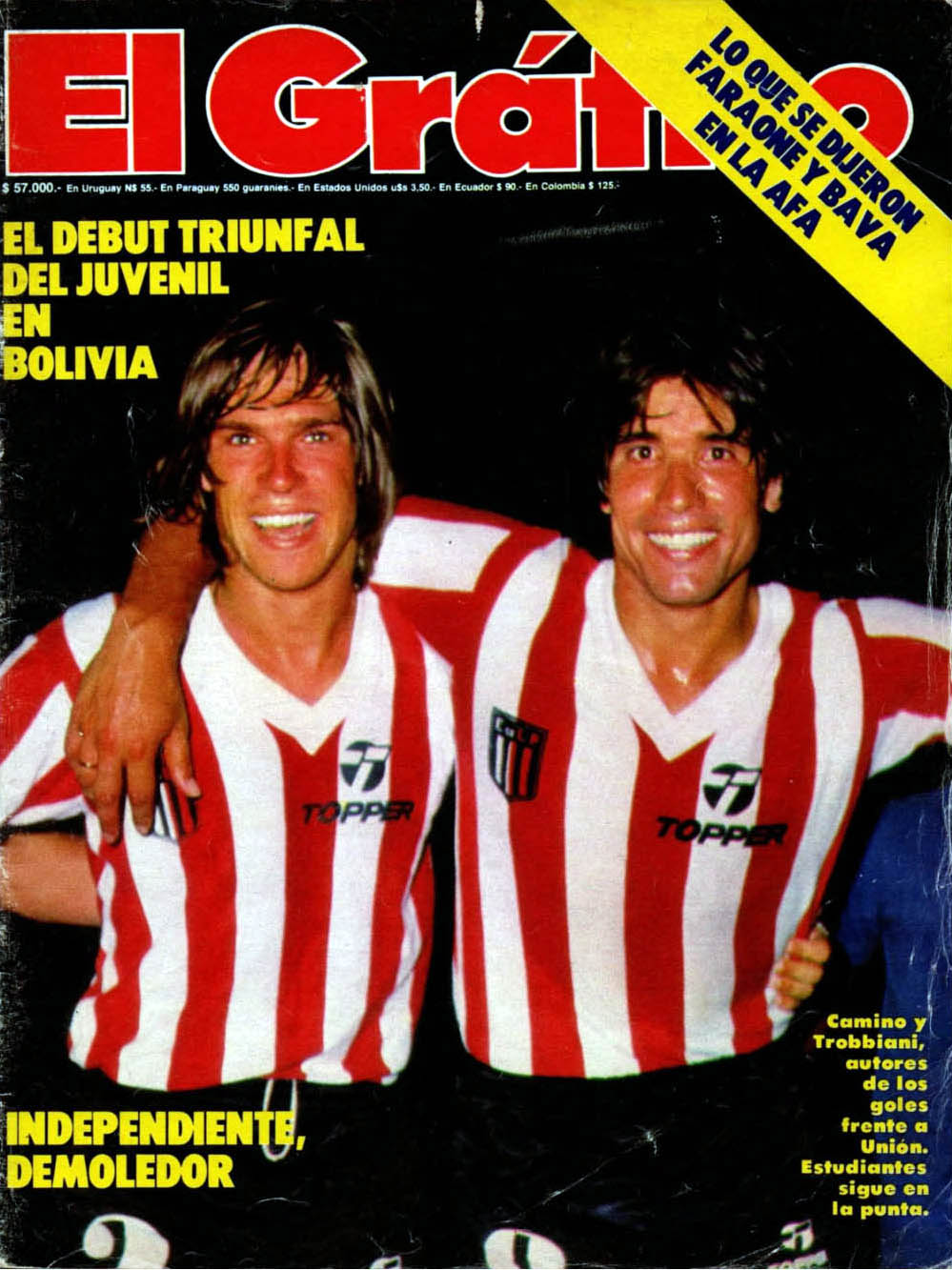
Julián Camino con Marcelo Trobbiani

Surgido en las inferiores de Estudiantes de La Plata, Camino fue el lateral derecho de este equipo que se consagró campeón del Torneo Metropolitano 1982. Sus buenas actuaciones en el "pincharrata" hicieron que el director técnico de la selección nacional, Carlos Bilardo (quien había sido su entrenador durante el campeonato obtenido por Estudiantes), lo citara al equipo nacional en 1983. Con el equipo de La Plata, también obtuvo el Torneo Nacional 1983.
Un momento notable (negativamente) en la carrera de Camino, fue la durísima falta que le cometió al peruano Franco Navarro, durante las eliminatorias para la Copa Mundial de Fútbol de 1986 bajo las órdenes de Carlos Salvador Bilardo en el partido definitorio de la serie. Navarro tuvo que salir de la cancha lesionado siendo reemplazado por Julio César Uribe. Luego de esta falta casi criminal, Franco Navarro no volvió a jugar igual. 
Luego de su retiro (en 1991), fue parte del cuerpo técnico de Alejandro Sabella que obtuvo la Copa Libertadores 2009 y el Torneo Apertura 2010. Cuando Sabella asumió como director técnico de la selección argentina, tras el despido de Sergio Batista, Camino lo acompañó también como ayudante de campo junto a Claudio Gugnali y el profesor Pablo Blanco.
También tuvo algunas experiencias como director técnico. Su logro más importante como DT fue haber logrado el campeonato de Primera D en la temporada 2000/01, con Villa San Carlos, logrando el ascenso de categoría del equipo de Berisso a la Primera C. Además, dirigió a Temperley y a San Telmo.

## Clubes

### Como jugador
| Club                      | País      | Año       |
| ------------------------- | --------- | --------- |
| Estudiantes de La Plata   | Argentina | 1979-1987 |
| Argentinos Juniors        | Argentina | 1987      |
| Kingfisher East Bengal FC | India     | 1988      |
| Beitar Tel Aviv           | Israel    | 1988-1990 |
| Juventud Unida            | Argentina | 1990-1991 |
| Belgrano de Córdoba       | Argentina | 1991      |

### Como ayudante de campo
| Club                    | País      | Año       |
| ----------------------- | --------- | --------- |
| Estudiantes de La Plata | Argentina | 2009-2010 |
| Selección de Argentina  | Argentina | 2011-2014 |

### Como entrenador
| Club             | País      |
| ---------------- | --------- |
| Villa San Carlos | Argentina |
| Temperley        | Argentina |
| San Telmo        | Argentina |

## Palmarés

### Como jugador

#### Campeonatos nacionales
| Título           | Equipo           | País      | Año    |
| ---------------- | ---------------- | --------- | ------ |
| Primera División | Estudiantes (LP) | Argentina | M-1982 |
| Primera División | Estudiantes (LP) | Argentina | N-1983 |

### Como ayudante de campo

#### Campeonatos nacionales
| Título           | Equipo           | País      | Año    |
| ---------------- | ---------------- | --------- | ------ |
| Primera División | Estudiantes (LP) | Argentina | A-2010 |

#### Campeonatos internacionales
| Título            | Equipo           | Sede           | Año  |
| ----------------- | ---------------- | -------------- | ---- |
| Copa Libertadores | Estudiantes (LP) | Belo Horizonte | 2009 |